# Гамма-розподіл

Щільність імовірності

Гамма-розподіл в теорії
ймовірностей — це двопараметрична сім'я абсолютно неперервних розподілів. Він складається з параметрів θ і k. Якщо k — ціле, то розподіл показує суму k незалежних
експоненційно розподілених випадкових величин, кожна з яких набуває значення θ. Якщо параметр {\displaystyle k} набуває цілого значення, то такий
гамма-розподіл також називається розподілом Ерланга.

## Означення
Нехай розподіл випадкової величини {\displaystyle X} задається щільністю ймовірності, яка має вигляд
{\displaystyle f_{X}(x)=\left\{{\begin{matrix}x^{k-1}{\frac {e^{-x/\theta }}{\theta ^{k}\,\Gamma (k)}},&x\geq 0\\0,&x<0\end{matrix}}\right.,} де функція {\displaystyle \Gamma (k)} має вигляд
{\displaystyle \Gamma (k)=\int \limits _{0}^{\infty }x^{k-1}e^{-x}dx}
 і має наступні властивості:
- {\displaystyle \Gamma (k)=(k-1)\cdot \Gamma (k-1)};
- {\displaystyle \Gamma (0{,}5)={\sqrt {\pi }}};

константи {\displaystyle k,\theta >0}. Тоді кажуть, що випадкова величина {\displaystyle X} має гамма-розподіл з параметрами {\displaystyle k} і {\displaystyle \theta }. Пишуть {\displaystyle X\thicksim \Gamma (k,\theta )}.
Зауваження. Деколи використовують іншу параметризацію сімейства гамма-розподілів. Або вводять третій параметр — зсуву.

## Моменти
Математичне сподівання і дисперсія випадкової величини {\displaystyle X}, яка має гамма-розподіл, мають вигляд
{\displaystyle \mathbb {E} [X]=k\theta },
{\displaystyle \mathbb {D} [X]=k\theta ^{2}}.

## Властивості гамма-розподілу
- Якщо {\displaystyle X_{1},\ldots ,X_{n}} — незалежні випадкові величини, такі що {\displaystyle X_{i}\sim \Gamma (k_{i},\theta ),\;i=1,\ldots ,n}, то

{\displaystyle Y=\sum \limits _{i=1}^{n}X_{i}\sim \Gamma \left(\sum _{i=1}^{n}k_{i},\theta \right)}.
- Якщо {\displaystyle X\thicksim \Gamma (k,\theta )}, і {\displaystyle a>0} — довільна константа, то

{\displaystyle aX\thicksim \Gamma (k,a\theta )}.
- Гамма-розподіл нескінченно ділимий.

## Зв'язок з іншими розподілами
- Експоненційний розподіл є окремим випадком гамма-розподілу:

{\displaystyle \Gamma (1,\theta )\equiv \mathrm {Exp} (1/\theta )}.
- Якщо {\displaystyle X_{1},\ldots ,X_{k}} — незалежні експоненційні випадкові величини, такі що {\displaystyle X_{i}\sim \mathrm {Exp} (\theta ),\;i=1,\ldots ,k}, то

{\displaystyle Y=\sum \limits _{i=1}^{k}X_{i}\sim \Gamma (k,\theta )}.
- Розподіл хі-квадрат є окремим випадком гамма-розподілу:

{\displaystyle \Gamma \left({\frac {n}{2}},2\right)\equiv \chi ^{2}(n)}.
Зокрема, якщо {\displaystyle n=1}, то {\displaystyle X\sim N(0,1)} і
{\displaystyle X^{2}\sim \Gamma \left({\frac {1}{2}},2\right)}.
- Згідно з центральною граничною теоремою,

при великих {\displaystyle k} гамма-розподіл може бути наближений
нормальним розподілом:
{\displaystyle \Gamma (k,\theta )\approx \mathrm {N} (k\theta ,k\theta ^{2})} при
{\displaystyle k\to \infty }.
- Якщо {\displaystyle X_{1},X_{2}} — незалежні випадкові величини такі, що

{\displaystyle X_{i}\sim \Gamma (k_{i},1),\;i=1,2}, то
{\displaystyle {\frac {X_{1}}{X_{1}+X_{2}}}\sim \mathrm {\mathrm {B} } (k_{1},k_{2})}.

## Моделювання гамма-величин
Враховуючи властивість масштабування по параметру θ, що вказана вище, достатньо змоделювати гамма-величину для θ = 1. Перехід до інших значень параметра здійснюється простим множенням.
Використовуючи той факт, що розподіл {\displaystyle \Gamma (1,1)} збігається з експоненційним розподілом, отримуємо, що якщо U — випадкова величина, рівномірно розподілена на інтервалі
(0, 1], то {\displaystyle \ln U\sim \Gamma (1,1)}.
Тепер, використовуючи властивість k-сумування, :
{\displaystyle \sum _{i=1}^{n}{-\ln U_{i}}\sim \Gamma (n,1),}
де Ui — незалежні
випадкові величини, рівномірно розподілені на інтервалі (0, 1].
Залишилось змоделювати гамма-величину для 0 < k < 1 і ще раз застосувати
властивість k-сумування.
Нижче наведено алгоритм без доведення. Він є прикладом вибірки з відхиленням
1. Нехай m дорівнює 1.
2. Згенеруємо {\displaystyle V_{2m-1}} и {\displaystyle V_{2m}} — незалежні випадкові величини, рівномірно розподілені на інтервалі (0, 1].
3. Якщо {\displaystyle V_{2m-1}\leq v_{0}}, де {\displaystyle v_{0}={\frac {e}{e+\delta }}}, перейти до кроку 4, інакше до кроку 5.
4. Покладемо {\displaystyle \xi _{m}=\left({\frac {V_{2m-1}}{v_{0}}}\right)^{\frac {1}{\delta }},\ \eta _{m}=V_{2m}\xi _{m}^{\delta -1}}. Перейти до кроку 6.
5. Покладемо {\displaystyle \xi _{m}=1-\ln {\frac {V_{2m-1}-v_{0}}{1-v_{0}}},\ \eta _{m}=V_{2m}e^{-\xi _{m}}}.
6. Якщо {\displaystyle \eta _{m}>\xi _{m}^{\delta -1}e^{-\xi _{m}}}, то залишити m

на одиницю и вернутися до кроку 2.
1. Прийняти {\displaystyle \xi =\xi _{m}} за реалізацію {\displaystyle \Gamma (\delta ,1)}.

Таким чином :
{\displaystyle \theta \left(\xi -\sum _{i=1}^{[k]}{\ln U_{i}}\right)\sim \Gamma (k,\theta ),}
де [k] є цілою частиною k, а ξ згенерована по алгоритму, наведеному вище при δ = {k} (дробова частина k);
Ui and Vl розподілені як вказано вище і попарно незалежні.

## Гамма-розподіл втрат в страхуванні

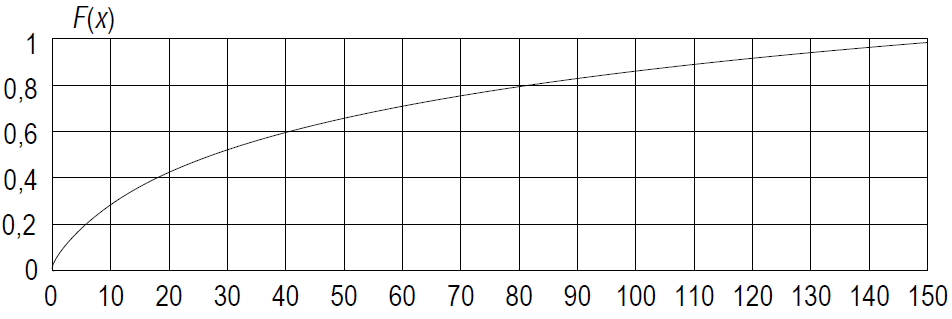
Графік функції розподілу імовірностей при гамма-розподілі збитку

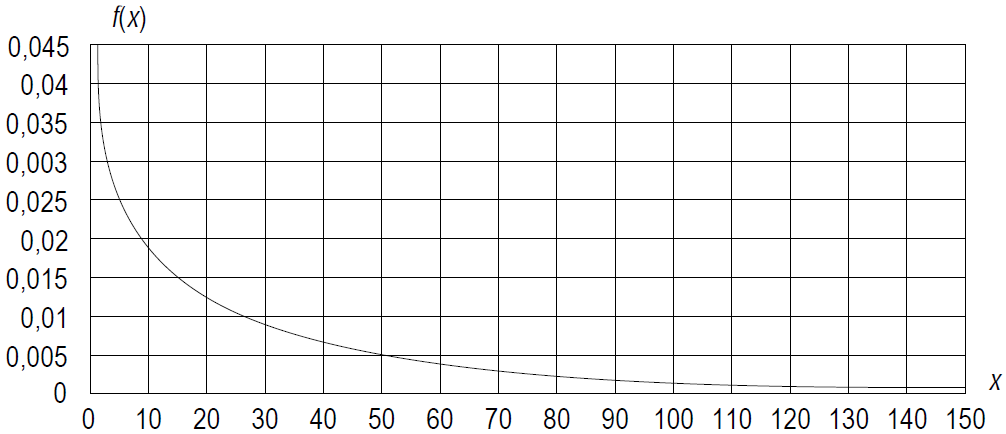
Графік щільносі розподілу імовірностей при гамма-розподілі збитку

Гамма-розподіл в теорії ймовірностей — це двопараметрична сім'я абсолютно неперервних розподілів. Він складається з параметрів θ і k. Якщо k — ціле тоді розподіл показує суму k незалежних експоненційно розподілених випадкових величин, кожна з яких набуває значення θ. Якщо параметр k набуває цілого значення, то такий гамма-розподіл також називається розподілом Ерланга.
Випадкова величина Y має гамма-розподіл з параметрами λ > 0 і α > 0, якщо
{\displaystyle f_{Y}(x)={\frac {1}{\Gamma (\alpha )}}\lambda ^{\alpha }x^{\alpha -1}e^{-\lambda x},x\geq 0,}
{\displaystyle F_{Y}(x)={\frac {\lambda ^{\alpha }}{\Gamma (\alpha )}}\int _{0}^{x}{t^{\alpha -1}e^{-\lambda t}}\,dt.}
де Γ — гамма-функція,
{\displaystyle \Gamma =\int _{0}^{\infty }{t^{x-1}e^{-t}}\,dt.}
Середнє значення для випадкової величини, що має гамма-розподіл дорівнює
{\displaystyle EY={\frac {\alpha }{\lambda }},}
{\displaystyle VarY={\frac {\alpha }{\lambda }}^{2}.}
При x → ∞ щільність гамма-розподілу спадає швидше, ніж щільність розподілу Парето, але повільніше, ніж експоненційна щільність. Це означає, що для однакового розміру збитку імовірність його виникнення при гамма-розподілі більше, ніж при експоненційному розподілі, але менше, ніж при розподілі Парето. При α > 1 гамма-розподіл відповідає ситуації, коли позови в основному згруповані навколо деякого значення, а невеликі позови можливі, але малоімовірні.